# Benigna Cardoso da Silva
Benigna Cardoso da Silva, mais conhecida como Menina Benigna (Santana do Cariri, 15 de outubro de 1928 – 24 de outubro de 1941) foi uma jovem católica brasileira, assassinada aos treze anos de idade, ao defender-se do assédio sexual de um jovem que, enfurecido, a golpeou várias vezes com um facão.
Considerada como uma mártir da castidade, passou a ser venerada por fiéis da Igreja Católica. Em 2011, a Diocese do Crato deu início ao seu processo de beatificação. Em 2013, a causa foi aceita pela Congregação para a Causa dos Santos, e Benigna foi declarada Serva de Deus. Aos 3 de outubro de 2019, a Santa Sé promulgou, por mandado do Papa Francisco, o decreto de reconhecimento do seu martírio, abrindo a possibilidade para sua beatificação. Foi beatificada em 24 de outubro de 2022 por Dom Leonardo Ulrich Steiner, então Arcebispo Metropolitano de Manaus e cardeal da Igreja Católica.

## Biografia
Benigna nasceu no Sítio Oitis, no povoado de Inhumas, Santana do Cariri, Ceará, sendo a mais nova dos quatro filhos de Theresa Maria da Silva e José Cardoso da Silva. Os irmãos de Benigna chamavam-se Carmélia, Alderi e Cirineu. Benigna não conheceu seu pai, que morreu antes de ela nascer, e perdeu a mãe com apenas um ano de idade. Ela e os irmãos foram então adotados pelas irmãs Rosa e Honorina Sisnando Leite, proprietárias do Sítio Oitis, que cuidaram para que Benigna frequentasse a escola e fosse às missas.
Não são conhecidos registros fotográficos de Benigna, apenas um retrato falado que, segundo quem a conheceu pessoalmente, não tem semelhança com a mártir. Segundo relatos, Benigna tinha "traços mais fortes, um rosto pequeno, cabelo curto e nariz achatado". Ainda segundo relatos, era aluna dedicada e fiel assídua às missas na Igreja Matriz de Santana. Além disso, ela também realizava tarefas domésticas, prestando auxílio a suas tutoras, que eram idosas e tinham problemas de saúde.

### Assédio e assassinato
Benigna passou a ser assediada sexualmente por Raul Alves Ribeiro, um rapaz de 17 anos, residente na vizinhança do Sítio Oitis, sendo sempre rejeitado por ela. A jovem procurou a orientação do pároco da cidade, padre Cristiano Coelho Rodrigues, que a aconselhou a resistir firmemente e lhe presenteou com um livro ilustrado sobre histórias bíblicas.
Raul continuou insistindo, cada vez mais violento. Depois de várias tentativas sem sucesso, na tarde de 24 de outubro de 1941, ao saber que Benigna iria buscar água numa cacimba próxima de sua casa, ele decidiu esperá-la, escondido na vegetação. Ele a surpreendeu e tentou agarrá-la à força. Benigna, então com 13 anos, resistiu e o rapaz, tomado pela fúria, sacou de um facão que trazia consigo e a golpeou várias vezes. O primeiro golpe cortou três dedos da mão direita da menina, que esboçou um gesto automático de defesa. O segundo atingiu a testa; o terceiro, os rins; e o quarto e fatal, no pescoço, que praticamente a degolou.[carece de fontes?]
Ao tomar consciência de sua ação, Raul evadiu-se. O corpo de Benigna foi encontrado por seu irmão Cirineu, que havia saído à sua procura. O cadáver foi então levado para ser periciado e sepultado na manhã do dia seguinte no Cemitério Público São Miguel. A polícia conduziu uma investigação que durou dias. Alguns suspeitos foram presos, inclusive Cirineu, até que Raul fosse finalmente capturado. Ele foi levado para um abrigo de menores em Fortaleza e cumpriu pena. Cinquenta anos depois, ele retornou ao local do crime, que se tornara um ponto de peregrinações, e se declarou arrependido.

## Heroína da Castidade
O assassinato de Benigna causou grande comoção na comunidade local devido tanto por suas motivações quanto por seus requintes de crueldade. O local onde ela foi morta e seu sepulcro logo se tornaram pontos de visitação de piedosos, depois de devotos e peregrinos.
O pároco, padre Cristiano Coelho Rodrigues, que fora mentor espiritual da jovem, foi grande incentivador da devoção a ela. Ao tempo do assassinato, ele escreveu a seguinte nota ao lado do registro de batismo de Benigna:
Morreu martirizada, às 4 horas da tarde, no dia 24 de outubro de 1941, no sitio Oiti. Heroína da Castidade, que sua santa alma converta a freguesia e sirva de proteção às crianças e às famílias da Paróquia. São os votos que faço à nossa santinha.— [carece de fontes?]
Ele pediu à família de Benigna que lhe desse o pote que ela carregava no momento do assassinato e o guardou. Em tempos de seca, costumava orar, rogando a Benigna para que ela intercedesse junto a Deus para que chovesse, fazendo o gesto simbólico de colocar o pote sob uma bica d'água.[carece de fontes?]
No local de sua morte foi erigido um monumento com uma cruz, e na beira da estrada, nas proximidades do distrito de Inhumas, uma lápide, onde as pessoas pagavam suas promessas, acendiam velas e elevavam várias preces à jovem mártir. Em 2005, o líder comunitário Ary Gomes do Nascimento idealizou e realizou em sistema de mutirão com a comunidade, a construção do Santuário-Memorial da Jovem Benigna, que foi inaugurado e entregue à Paróquia em 24 de outubro de 2005. Ali encontram-se expostos em redomas de vidro: o pote conduzido por Benigna, seu vestido feito por sua madrinha Irineia Sisnando, seu batistério e duas esculturas em madeira mostrando a cena do martírio de Benigna, esculpidas pelo devoto e incentivador Francisco Agostinho Pereira.

## Processo de beatificação
A Diocese de Crato iniciou em 2011, setenta anos após a morte de Benigna, as pesquisas para abertura do seu processo de beatificação, tendo como postulador o Monsenhor Vitaliano Mattioli. Em 26 de maio de 2012, os restos mortais de Benigna foram transladados para a Igreja Matriz de Santana do Cariri.
Em fevereiro de 2013, o bispo de Crato, Dom Fernando Panico, recebeu correspondência do cardeal Angelo Amato, presidente da Congregação para a Causa dos Santos, comunicando a concessão do nihil obstat, ou seja, o não impedimento para a abertura do processo de beatificação, o qual foi aberto oficialmente em 16 de março seguinte. A partir de então, Benigna recebeu o título de Serva de Deus. Dom Fernando nomeou uma comissão formada pelos monsenhores Vitaliano Mattioli (postulador diocesano) e João Bosco Cartaxo Esmeraldo (juiz delegado), os padres José Vicente Pinto de Alencar (promotor de justiça) e Acúrcio de Oliveira Barros (tradutor), além da sra. Teresinha Fernandes Costa (atuária notária). Pela Comissão Histórica: Raimundo Sandro Cidrão, Ypsilon Rodrigues Félix e Armando Lopes Rafael, que iniciaram a coleta de declarações de pessoas que conviveram com Benigna, além de relatos de possíveis milagres alcançados por intercessão dela. Esta foi a fase diocesana do processo, a qual foi concluída em 21 de setembro de 2013.[carece de fontes?]
Toda a documentação produzida pela comissão foi levada para Roma e protocolada junto à Congregação para a Causa dos Santos. Em 2016, o Vaticano buscou depoimentos de pessoas que viveram entre 1940 e 1980 para fortalecer a tese do martírio cristão da jovem Benigna. Em outubro de 2018 a causa foi aprovada pela Comissão dos Teólogos da Congregação. O Papa Francisco reconheceu o martírio de Benigna e o processo para sua beatificação, assim como de outros quatro servos de Deus, foi finalizado em 3 de outubro de 2019. A solenidade de beatificação deveria ter ocorrido em outubro de 2020, mas foi adiada devido à pandemia de Covid-19.
Em 2 de maio de 2022, o Vaticano anunciou a data de sua beatificação para 24 de outubro de 2022, tornando-se assim a primeira beata do Ceará e a quarta mártir do Brasil. A cerimônia de beatificação ocorreu em Crato, celebrada por Dom Leonardo Cardeal Ulrich Steiner, representante do papa, que fez a leitura da carta apostólica do Vaticano.

## Ver mais
- Lista de santos, beatos, veneráveis, servos de Deus brasileiros